# 朱博泉
朱博泉（1898年10月2日—2001年3月19日）原籍贵州贵筑，生于杭州。活躍於1920-1940年代的中華民国银行家、大学校長。上海金融界、教育界、娱乐界元老。

## 生平
朱博泉早年在沪江大学学习。1919年从沪江大学毕业，获文学士学位。同年赴美国，先后入纽约大学及哥伦比亚大学学习银行学及工商管理学，后来在纽约花旗银行总行实习。1921年回中国，被浙江实业银行总经理李铭（馥荪）看重，进入浙江实业银行，任上海的浙江实业银行总行外汇部副经理。 1926年，任华俄道胜银行清理处清理员。1928年，中央银行总裁宋子文任命其为中央银行总稽核。1932年1月，任中央银行业务局总经理。
1931年，任上海绸业银行董事。 1932年一·二八事变后，上海银行界于同年3月成立了上海市银行业同业公会联合准备委员会，以为应对挤兑筹集资金，朱博泉任该委员会经理。
上海市银行业同业公会委托朱博泉等人发起成立中国工业银行，朱博泉任常务董事兼总经理，该行设在上海福州路33号。为改变银行票据长期通过钱庄清算的现状（1890年，北市钱业界在宁波路上的兴仁里设立中国第一家票据交换所），1933年1月10日，上海票据交换所成立，朱博泉任经理。该所设在香港路59号的上海市银行业同业公会大楼的大厅，是中国乃至远东地区第一个票据交换所。1933年，朱博泉所著的《上海票据交换所之过去现在与将来》一书出版，该书是中国第一本有关银行票据交换所的著作。
1931年，朱博泉出任沪江大学商学院院长。1932年，沪江大学校长刘湛恩在圆明园路真光大楼开办城中区商学院，朱博泉继续担任商学院院长，任至1935年。此外，朱博泉还成立了中国第一所夜大学——沪江夜大学。1926年5月，朱博泉加入上海扶轮社；1934年擔任上海扶轮社社长，任内于1935年接待了来访的國際扶輪创始人保羅·珀西·哈里斯，1935年卸任。
1935年，英籍华人卢根兴建的大光明电影院濒临破产，朱博泉任总经理的光明地产公司购买了大光明电影院及毗邻的卡尔登剧场（今长江剧场）、功德林素菜馆等，该圈子随后成为上海滩最时尚的夜生活圈。同时，经朱博泉发动，大光明电影院还与国泰、南京、大上海等影剧院实现联营，成立亚洲影院公司，由朱博泉任亚洲影院公司董事长。此外，他还创办了作为《大众电影》前身的电影杂志《亚洲影讯》。1930年代，他曾同时身兼108个头衔。
1937年抗日战争爆发后，朱博泉留在上海。其间，1942年至1944年，担任沪江书院院长。1943年6月，任汪精卫政权中央储备银行参事，1943年8月，任汪精卫政权上海特别市咨询委员、中国实业银行董事长、交通银行董事。1943年10月，任汪精卫政权中央储蓄会监理。1945年7月，任上海特别市银行业同业公会（1943年由上海市银行业同业公会改组而来）理事长。
1945年抗战胜利后，由于朱博泉依附汪精卫政权，有附逆之嫌，其房产林森中路1803号宅院被没收，后被蒋中正下令分配给宋庆龄，成为上海宋庆龄故居。
1948年以后，朱博泉历任上海大陆银行副经理、永安纺织印染公司全国行政经理、上海纱厂行业调研总长、上海市工商联高级顾问等职务。
中华人民共和国成立后，朱博全迁往华山路1461弄2号居住。文化大革命爆发后，他被赶到平武路棚户区居住。1981年朱博泉获平反，住在玉屏南路天山四村。偶尔也对宋庆龄故居的修葺提出意见。
2001年3月19日，朱博泉逝世，享年103岁。
2002年，重新成立的上海扶轮社设立了“上海扶轮社前社长朱博泉专项奖学金”（The ROTARY CLUB OF SHANGHAI PAST PRESIDENT PERCY CHU SCHOLARSHIP FUND），以纪念朱博泉，资助符合条件的优秀学生。此后该奖学金项目成为上海扶轮社长年开展的重要项目之一。

## 家庭
- 父：朱晓南，曾任浙江银行董事长。
- 妻：蒋童祁（其父为蒋抑卮，曾任浙江实业银行驻沪督办），1917年同朱博泉订婚。

## 故居
1926年至1949年，朱博泉居住在上海范园17号。从1949年至文革，居住在华山路1461弄2号。文革开始后，朱博泉全家被从华山路1461弄2号逐出。1981年朱博泉获得平反后，被分配到玉屏南路天山四村（属于老公房）的一个单元内的两间房间内居住，直至2001年逝世。
原来他还拥有淮海中路1843号（今为上海宋庆龄故居）作为外宅，但抗日战争胜利后，该宅被国民政府下属单位征作招待所，一度成为蒋纬国私宅，但因受到舆论压力，1948年该宅被蒋中正拨给宋庆龄居住。